# Guy Zinn
Guy Zinn (Holbrook, 13 februari 1887 - Clarksburg, West Virginia, 6 oktober 1949) was een Amerikaans honkballer.

## Jeugd en beginjaren
Zinn werd geboren in Hallbrook in West Virginia in een gezin met vijf kinderen. Hij had drie broers en een zuster. Zijn honkballoopbaan begon hij in 1909 bij de club Grafton die uitkwam in de Pennsylvania-West Virginia league als buitenvelder. Hij speelde daar goed, maakt weinig veldfouten en kwam tot een slaggemiddelde van .294. Het jaar erna speelde hij in Memphis, Macon en Toledo en zijn slaggemiddelde bij deze drie clubs lag rond de .230. In 1911 begon hij het seizoen voor Altoona, dat uitkwam in de Tri-State League, maar kreeg al spoedig het aanbod om op major league-niveau te gaan uitkomen.

## Major league
Zinn was een van de eerste Joodse honkballers die uitkwam in de Major League. Hij speelde zijn eerste wedstrijd in de Major League op 11 september 1911 voor de New York Highlanders, de tegenwoordige New York Yankees die uitkwamen in de American League. In totaal kwam hij dat seizoen 9 wedstrijden uit. In het seizoen 1912 speelde hij 16 wedstrijden voor het team en had 105 honkslagen, sloeg 6 homeruns en kreeg 55 spelers binnengeslagen (RBI). Dat jaar was hij de mederecordhouder voor het aantal homeruns en ook slaagde hij er in tweemaal in een wedstrijd door het stelen van honken binnen te komen. Het jaar erna kwam hij uit voor de Boston Braves die later in Atlanta gingen spelen als de Atlanta Braves in de National League. Hier speelde hij 36 wedstrijden en had en gemiddelde van .297. Hierna kwam hij er niet uit met de Braves over zijn salaris.

## Latere jaren
Zinn kwam in 1914 en 1915 uit voor de Baltimore Terrapins die uitkwamen in de Federal League en sloeg 147 honkslagen en 8 homeruns. Zijn laatste wedstrijd was op 6 september 1915 met Baltimore. Hierna werd de league beëindigd waardoor Zinn zonder club zat. Hij ging uiteindelijk spelen voor Scranton-Wilkes-Barre in 1915 waarvoor hij 75 wedstrijden zou uitkomen. Hierna ging hij terug naar Baltimore en maakte het seizoen af in New Orleans. In 1917 kwam hij uit voor Bridgeport in de Eastern League en in 1918 speelde hij voor Newark in de International League. Van 1919 tot en met 1921 kwam hij uit voor Hamilton, dat uitkwam in de Michigan-Ontario League. Voor deze club sloeg hij 17 homeruns in in totaal 285 wedstrijden. Zijn laatste jaar als honkballer speelde hij in het seizoen 1922 voor de club Brantford, die uitkwam in de International League.